# 셀베르그 클래스
수학에서 셀베르그 클래스(Selberg Class)인 클래스 S는 L-함수의 클래스에 대한 자명한 공리적 정의이다.
이 클래스의 멤버는 일반적으로 L-함수 또는 제타 함수라고 하는 이러한 계열의 대부분의 함수가 만족하는 필수 속성을 포착하는 것처럼 보이는 네 가지 공리를 따르는 디리클레 시리즈(디리클레 수열)이다. 클래스의 정확한 성질은 아직 추측 단계이지만 클래스의 정의는 보형 형식과 리만 가설(Riemann thery)과의 관계에 대한 통찰력을 포함하여, 클래스의 분류와 속성의 이해로 이어질 것이라는 기능성을 가지고 있다. 이 클래스는 아틀레 셀베르그(Selberg 1992)에 의해 정의되었는데, 그는 나중에 "자명한(axiomatic)"이라는 단어를 사용하지 않기를 바랐다.
클래스 S 의 정의는 일반적으로 디리클레 시리즈  표현이다.
따라서, 클래스 S는 모든 디리클레 시리즈의 집합이다.
{\displaystyle F(s)=\sum _{n=1}^{\infty }{\frac {a_{n}}{n^{s}}}}

## 셀베르그의 추측
셀베르그( Selberg 1992 )는 클래스{\displaystyle S}의 기능에 관한 추측을 했다.
- 추측 1 : {\displaystyle S}의 모든 {\displaystyle F} 에 대해,

{\displaystyle F(s)=\sum _{p\leq x}{\frac {|a_{p}|^{2}}{p}}=n_{F}\log \log x+O(1)}
{\displaystyle F} 가 원시 일 때 {\displaystyle n_{F}=1}이다.
- 추측 2 : 명료한 프리미티브(원시) {\displaystyle F\;\;,\;\;F'\in S}에 대해,

{\displaystyle \sum _{p\leq x}{\frac {a_{p}a_{p}^{\prime }}{p}}=O(1)}
- 추측 3 : {\displaystyle F} 가 원시 인수 분해로 {\displaystyle S} 에 있으면

{\displaystyle F=\prod _{i=1}^{m}F_{i}}에서,
{\displaystyle \chi }는 원시 디리클레 캐릭터(디리클레 지표)이며, 함수
{\displaystyle F^{\chi }(s)=\sum _{n=1}^{\infty }{\frac {\chi (n)a_{n}}{n^{s}}}}
또한 {\displaystyle S} 에 있는 경우, 함수 {\displaystyle F_{i}\chi }는 {\displaystyle S}의 원시 요소이다. (결과적으로 {\displaystyle F\chi } 의 원시 인수 분해를 형성한다)
{\displaystyle S} 에 대한 리만 가설 : {\displaystyle S}의 모든 {\displaystyle F}에 대해 {\displaystyle F} 의 중요하지 않은 {\displaystyle 0}은 모두{\displaystyle Re(s)={1 \over 2}}의 선상에 있다.

### 추측의 결과
추측 1과 2는 F 가 s = 1에서 차수 m 의 극을 갖는다면, F ( s ) / ζ ( s ) m 이 전체라는 것을 의미한다. 특히 그들은 데데 킨트 (Dedekind)의 추측을 암시한다.
램 머티(Murty 1994)는 추측 1과 2가 아르틴 추측(알틴 추측)임을 암시한다. 합리적으로 풀릴 수 있는 확장된 갈루아 그룹(갈루아 군)의 환원 불가능한 표현에 해당하는 아르틴 L-함수(Artin L -functions)는 랭글랜즈 추측에 의해 예측된 것처럼 보형 형식, 자기동형임을 보여주었다.
{\displaystyle S} 의 함수는 또한 소수 정리의 아날로그를 만족시킨다. {\displaystyle F(s)}는 {\displaystyle Re(s)=1}에서 {\displaystyle 0}(영점)을 갖지 않는다. 앞서 언급한 것처럼 추측 1과 2는 {\displaystyle S} 함수가 원시 함수이고, 또 다른 결과는 {\displaystyle F} 의 원시는 {\displaystyle n_{F}=1}과 동일하다는 것이다.

## 같이 보기
- 소수
- 디리클레 제타 함수
- 알틴 상수
- 제타 함수

## 참고 문헌
- Selberg, Atle (1992), 〈Old and new conjectures and results about a class of Dirichlet series〉, 《Proceedings of the Amalfi Conference on Analytic Number Theory (Maiori, 1989)》, Salerno: Univ. Salerno, 367–385쪽, MR 1220477, Zbl 0787.11037 Reprinted in Collected Papers, vol 2, Springer-Verlag, Berlin (1991)
- Murty, M. Ram (1994), “Selberg's conjectures and Artin L-functions”, 《Bulletin of the American Mathematical Society》, New Series 31 (1): 1–14, arXiv:math/9407219, doi:10.1090/s0273-0979-1994-00479-3, MR 1242382, S2CID 265909, Zbl 0805.11062